# MPB FM
MPB FM foi uma emissora de rádio brasileira sediada no Rio de Janeiro, capital do estado homônimo. Operava no dial FM, na frequência 90.3 MHz, concessionada na cidade de Nilópolis. Foi encerrada em 31 de janeiro de 2017, com a demissão dos funcionários e o fim da programação própria. A partir daquele momento, passou a ser uma rádio online somente com programação musical, sendo desativada pouco tempo depois. Foi fundada pelo Grupo O Dia que teve no controle entre 2002 a 2012, quando a emissora foi vendida para o Grupo Bandeirantes de Comunicação. Tocava apenas a chamada "Música Popular Brasileira".

## História
A rádio surgiu no ano de 1981, com o nome de Panorama FM e foi fundada pelo professor Julio Lourenço Filho, na cidade de Nilópolis, era a pioneira do Rio de Janeiro no formato digital na época.
Um pouco mais tarde, ela foi vendida ao Sistema JB, que criou nela a erudita Opus 90.
Em 1994 o Grupo O Dia adquiriu a frequência FM 90.3 MHz, substituindo a Opus 90 (pertencente ao Jornal do Brasil), dando o nome de FM O Dia. A emissora tinha como planilha músicas românticas. Em 1998 a FM O Dia migra para a frequência FM 100.5 MHz com uma planilha voltada ao público popular. A frequência FM 90.3 MHz teve outros nomes como Nova FM e Nova MPB FM, já focada na Música Popular Brasileira.
Em 2002, passou a se chamar MPB FM. Em 2005, a proprietária da emissora, Ariane Carvalho, se desligou do Grupo O Dia. Em 2012, o Grupo Bandeirantes adquiriu a emissora sem alterar a sua plástica e programação. Um dos seus maiores sucessos na programação foi o Pop Bola, um debate esportivo diferente e bem-humorado, que migrou para a Bradesco Esportes em abril de 2013. A emissora também teve o MPB Esportes apresentado por Jorge Eduardo que trazia as informações esportivas no início da manhã (mais tarde, passou a ser ancorado por Fábio Azevedo). Em 2012, foi criado o Prêmio Contigo! MPB FM de Música em parceria da revista Contigo!, que premiava os melhores artistas de MPB de cada ano. A última edição do prêmio foi realizada em 2014.
Na tarde de 31 de janeiro de 2017, os funcionários da emissora foram demitidos e, posteriormente, é anunciado o fim da MPB FM. Para o jornal O Globo, a ex-diretora artística da rádio Ariane Carvalho, afirmou que iria levar alguns programas da emissora para outras estações. Ela afirmou que ainda continua dona da marca MPB FM, mesmo tendo vendido seus 50% para o Grupo Bandeirantes. Artistas como Caetano Veloso, Paralamas do Sucesso, Ana Carolina e Jota Quest lamentaram o fim da emissora nas redes sociais. O fim da emissora repercutiu pela internet e entre outras emissoras de rádio com estilo semelhante, como a NovaBrasil FM de São Paulo. Ex-funcionários da emissora afirmaram para a imprensa que não esperavam toda a repercussão do fim da MPB FM.
Após o A Voz do Brasil, a MPB FM passou a executar programação musical em modo automático, sem locução. A emissora encerrou tocando a versão de Zeca Pagodinho para "Quem te viu, quem te vê", de Chico Buarque. À 0h de 1º de fevereiro, a canção foi cortada e a transmissão da rádio foi substituída pela BandNews FM Fluminense, que passou a operar em duas frequências até consolidar o público na nova estação, deixando a frequência em 22 de maio, dando lugar a Alpha FM Rio. Através das redes sociais, a MPB FM informou que a programação musical iria continuar pelo site e pelo aplicativo Band Rádios. Posteriomente, a emissora, já no formato web, encerrou suas transmissões.